# Ausonia FC
Ausonia Football Club byl italský fotbalový klub, sídlící ve městě Milán v regionu Lombardie. Klub byl aktivní v letech 1905 až 1912.
Fotbalový klub byl založen 4. června roku 1905 díky automobilky Ausonia s cílem sponzorovat své stroje. Klub hrál na stadionu Campo Trotter, dnes zde nachází hlavní vlakové nádraží. Klubové barvy byly červená a černá.
První odehranou sezonu byla sezona 1909/1910 a to v nejvyšší lize, kterou zakončil na posledním 9. místě s 5 body. Za klub hrál na půjčku Franco Bontadini (Inter), Giuseppe Rizzi a Attilio Trerè (oba Milán). Nejvyšší ligu hrál jen jednu sezonu a poté se klub rozhodl že se nepřihlásí a raději hrál přátelské zápasy. V roce 1912 klub skončil, ale do roku 1925 působilo jméno Ausonia ještě v jiných klubech.